# Riddarhyttan
Riddarhyttan – miejscowość (tätort) w Szwecji, w regionie administracyjnym (län) Västmanland, w gminie Skinnskatteberg.
Według danych Szwedzkiego Urzędu Statystycznego liczba ludności wyniosła: 321 (31 grudnia 2015), 294 (31 grudnia 2018) i 303 (31 grudnia 2019).